# Jung-Yeon Yim
Jung-Yeon Yim es una pianista estadounidense de música clásica nacida en Corea del Sur.

## Biografía
Jung-Yeon Yim nació en Seúl, Corea del Sur, en 1991. Se licenció en el Conservatorio de Música de la Escuela Colburn, obtuvo su maestría en el Instituto de Música de Cleveland y su doctorado en la Universidad de Maryland. Dio clases en dicha Universidad. Actualmente se desempeña como profesora en Levine Music en Washington D. C..
Actúa como solista, como músico de cámara y con orquestas como la Orquesta de Colburn, la Sinfónica de Torrance y la Orquesta del Festival de Música de Southwestern. Ha participado en festivales internacionales como el Banff Music Festival, el Oxford Music Festival, el Internationaler Klaviersommer Bad Bertrich y el Vianden Music.
Además de sus actividades como solista, ha aparecido en el Festival de Música de Mánchester y la Sociedad de Música de Cámara de Colburn como músico de cámara. También ha actuado en clases magistrales con Richard Goode, Leon Fleisher, Robert Levin y Menahem Pressler.

### Palmarés
- Concurso Nacional de Piano para Artistas Jóvenes de la Asociación Nacional de Maestros de Música, en 2016.[1]
- Gran Premio “Crown of Stars”, 2020.[1]
- Concurso Internacional Odin.[1]
- Concurso Internacional de Nueva York.[1]
- Concurso Internacional Liszt de Los Ángeles.[1]
- Concurso Sinfónico Torrance.[1]
- Primer premio en el 39.º Concurso Internacional de Piano Delia Steinberg, Madrid, 2021.[2][3][4]

### Discografía
- From Vienna, KNS Classical.[1]